# Bill Elgart

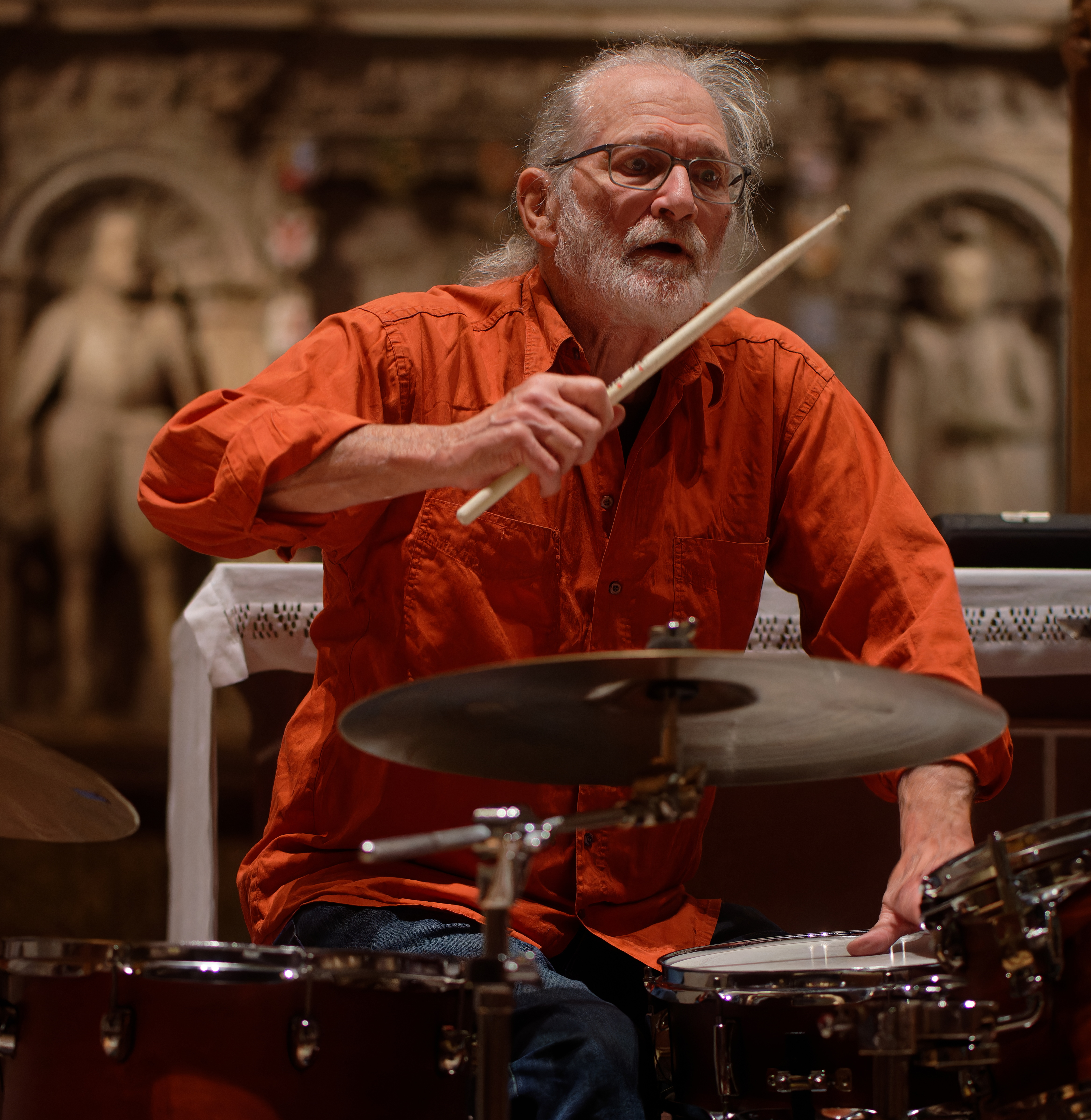
Bill Elgart in der Stadtkirche Darmstadt mit Jonas Dorn und Robert Lucaciu 2022

William Spencer Elgart (Billy Elgart; * 9. November 1942 in Cambridge, Massachusetts) ist ein US-amerikanischer Jazzschlagzeuger. Er zeichnet sich durch sein melodisches Schlagzeugspiel aus.

## Leben und Wirken
Elgart studierte am Berklee College of Music und war Schüler von Alan Dawson. In den 1960er Jahren spielte er u. a. mit Carla Bley, Paul Bley, Marion Brown, Sam Rivers, Roswell Rudd, John Tchicai, Jack Walrath und Glenn Ferris. 1966 entstand sein Plattendebüt Mr. Joy mit Paul Bley und Gary Peacock.
1976 kam er mit Tom van der Geld nach Europa und ließ sich in Salzburg nieder. Als Mitglied von van der Gelds Band Children At Play wirkte er an deren Alben Patience (1977) und Out Patients (1980) mit. Daneben arbeitete er mit Musikern wie Erich Kleinschuster, Allan Praskin, Jürgen Seefelder und Peter Michael Hamel.
1986 übersiedelte Elgart nach Ulm. Er war Theatermusiker bei den Münchener Kammerspielen und unterrichtet seit 1990 Schlagzeug und Ensemblespiel an der Hochschule für Musik Würzburg. Anfang der 1980er Jahre gründete er mit Peter O’Mara und Wayne Darling das Trio SunDial, mit dem er bis 1990 vier Alben aufnahm. 1991 wurde Elgart Mitglied der Band Camoa von Sigi Finkel. Mit Tomasz Stańko arbeitete er in einem Quartett unter Leitung von Vlatko Kučan.
Er wirkte als Sideman an Aufnahmen von Marion Brown, Leszek Zadlo, Manfred Bründl, Kenny Wheeler, Carlo Mombelli, Charlie Mariano, Arrigo Cappelletti, Franco D’Andrea, Wolfgang Lackerschmidt, Claudio Fasoli, Sigi Finkel und Paolino Dalla Porta und an Tourneeprojekten von Tim Berne, Barre Phillips, Eddie Gomez, Conny Bauer, Sheila Jordan, David Friedman und Matthias Schubert mit. Mit Eric Watson und John Lindberg nahm er 1992 das Trio-Album The Fool School auf. Regelmäßig arbeitete er auch mit Karl Berger und Ingrid Sertso sowie im Duo mit Thomas Zoller sowie mit dem Posaunisten Günter Heinz. Mit Gianni Lenoci und Kent Carter entstand 2012 das Album Plaything.

## Diskografie (Auswahl)
- SunDial, 1985
- Illiad, 1986
- O’Mara-Darling-Elgart, 1987
- The Fool School, 1992